# 1. Liga (Polen) 2018/19
Die 1. Liga 2018/19, aus Sponsorengründen auch Fortuna I-Liga genannt, war die 71. Spielzeit der zweithöchsten polnischen Fußball-Spielklasse der Herren. Es nahmen insgesamt achtzehn Vereine an der Saison 2018/19 teil. Sie begann am 20. Juli 2018 und endete am 19. Mai 2019.
Absteiger aus der Ekstraklasa waren Bruk-Bet Termalica Nieciecza und Sandecja Nowy Sącz. Aufsteiger aus der dritten polnischen Liga waren GKS 1962 Jastrzębie, ŁKS Łódź, Warta Poznań und Garbarnia Kraków.
Der Aufstieg in der Ekstraklasa gelang Raków Częstochowa und dem Aufsteiger ŁKS Łódź. In die dritte Liga mussten Bytovia Bytów, GKS Katowice und Garbarnia Kraków absteigen.

## Teilnehmer
An der 1. Liga 2018/19 nahmen folgende 18 Mannschaften teil:
| - Bruk-Bet Termalica Nieciecza (Absteiger) - Bytovia Bytów - Chojniczanka Chojnice - Chrobry Głogów - FKS Stal Mielec - Garbarnia Kraków (Aufsteiger) - GKS 1962 Jastrzębie (Aufsteiger) - GKS Katowice - GKS Tychy - ŁKS Łódź (Aufsteiger) - Odra Opole - Podbeskidzie Bielsko-Biała - Puszcza Niepołomice - Raków Częstochowa - Sandecja Nowy Sącz (Absteiger) - Stomil Olsztyn - Warta Poznań (Aufsteiger) - Wigry Suwałki |

## Abschlusstabelle
| Pl. | Verein                           | Sp. | S  | U  | N  | Tore    | Diff. | Punkte |
| --- | -------------------------------- | --- | -- | -- | -- | ------- | ----- | ------ |
| 1.  | Raków Częstochowa                | 34  | 20 | 10 | 4  | 054:220 | +32   | 70     |
| 2.  | ŁKS Łódź (N)                     | 34  | 20 | 9  | 5  | 058:230 | +35   | 69     |
| 3.  | FKS Stal Mielec                  | 34  | 18 | 10 | 6  | 059:280 | +31   | 64     |
| 4.  | Sandecja Nowy Sącz (A)           | 34  | 14 | 13 | 7  | 035:290 | +6    | 55     |
| 5.  | GKS 1962 Jastrzębie (N)          | 34  | 12 | 12 | 10 | 043:380 | +5    | 48     |
| 6.  | Podbeskidzie Bielsko-Biała       | 34  | 13 | 9  | 12 | 052:460 | +6    | 48     |
| 7.  | GKS Tychy                        | 34  | 12 | 11 | 11 | 048:410 | +7    | 47     |
| 8.  | Bruk-Bet Termalica Nieciecza (A) | 34  | 12 | 10 | 12 | 045:460 | −1    | 46     |
| 9.  | Puszcza Niepołomice              | 34  | 12 | 8  | 14 | 037:450 | −8    | 44     |
| 10. | Chojniczanka Chojnice            | 34  | 10 | 12 | 12 | 049:490 | ±0    | 42     |
| 11. | Stomil Olsztyn 1                 | 34  | 11 | 10 | 13 | 038:430 | −5    | 40     |
| 12. | Odra Opole                       | 34  | 10 | 10 | 14 | 047:580 | −11   | 40     |
| 13. | Warta Poznań (N)                 | 34  | 10 | 9  | 15 | 031:430 | −12   | 39     |
| 14. | Chrobry Głogów                   | 34  | 10 | 9  | 15 | 029:390 | −10   | 39     |
| 15. | Wigry Suwałki                    | 34  | 9  | 10 | 15 | 040:560 | −16   | 37     |
| 16. | Bytovia Bytów                    | 34  | 7  | 16 | 11 | 045:500 | −5    | 37     |
| 17. | GKS Katowice                     | 34  | 9  | 10 | 15 | 034:450 | −11   | 37     |
| 18. | Garbarnia Kraków (N)             | 34  | 5  | 6  | 23 | 021:640 | −43   | 21     |

Platzierungskriterien: 1. Punkte – 2. Direkter Vergleich (Punkte, Tordifferenz, geschossene Tore) – 3. Tordifferenz – 4. geschossene Tore

| (A) | Absteiger aus der Ekstraklasa 2017/18 |
| (N) | Aufsteiger aus der 2. Liga 2017/18    |

## Torschützenliste
| Pl. | Name              | Mannschaft                 | Tore |
| --- | ----------------- | -------------------------- | ---- |
| 01. | Valērijs Šabala   | Podbeskidzie Bielsko-Biała | 12   |
| 02. | Grzegorz Lech     | Stomil Olsztyn             | 11   |
| 03. | Adrian Błąd       | GKS Katowice               | 10   |
| 03. | Łukasz Grzeszczyk | GKS Tychy                  | 10   |
| 03. | Rafał Kujawa      | ŁKS Łódź                   | 10   |
| 03. | Bartosz Nowak     | FKS Stal Mielec            | 10   |